# Midrash Eleh Ezkerah
Midrash Eleh Ezkerah (en hebreo: אזכרה) es un midrash aggadic, uno de los medios más pequeños, que recibe su nombre del hecho de que una selijot para el Día de la Expiación, que trata el mismo tema y comienza con las palabras "Eleh ezkerah", relata la ejecución de diez maestros famosos de la Mishnah en el momento de la persecución por Adriano (véase Diez Mártires). El mismo evento está relacionado en una fuente muy antigua, Eichah Rabbah.

## La versión enEleh Ezkerah
Según el Midrash Eleh Ezkerah, un emperador romano mandó la ejecución de los diez sabios de Israel para expiar la culpabilidad de los hijos de Jacob, que habían vendido a su hermano José, un crimen que, según éxodo 21:16, tuvo que ser castigado con la muerte.
Los nombres de los mártires se dan aquí, como en la selijot ya mencionada (variando en parte de Eichah Rabbah y Midrash Tehillim),de la siguiente manera:
1. R. Simeon ben Gamaliel
2. R. Ismael ben Elisha ha-Kohen
3. R. Akiva ben Iosef
4. R. Haninah ben Teradion
5. R. Judá ben Baba
6. R. Judá ben Dama
7. R. Hutzpit el Intérprete
8. R. Hanina ben Hakinai
9. R. Jeshbab el Escriba
10. R. Eleazar ben Shammua

Aunque este midrash emplea otras fuentes, tomando prestada su introducción del Midrash Konen, y el relato de la conversación del rabino Ismael con los ángeles en el cielo probablemente desde el Hekalot, forma, sin embargo, un trabajo coherente. Fue editado, sobre la base de un códice de Hamburgo, por A. Jellinek, y según otro manuscrito, por S. Chones, en su Rav Pe'alim. Una segunda y una tercera recensión de la midrash fueron editadas, sobre la base de fuentes manuscritas, en B. H.de Jellinek, y una cuarta está contenida en la obra litúrgica española Bet Av. Según Jellinek, "la cuarta recensión es la más antigua, ya que ha tomado prestadas grandes porciones del Hekalot; junto a este stand el segundo y el tercero; mientras que el más joven es el primero, que, sin embargo, tiene la ventaja de la conformidad real con el espíritu de la raza y representa a este el mejor de todos." El martirio de los diez sabios también se trata en las adiciones al Hekalot y en el kinnot para la Novena de Ab.